# هيرويا ماتسوموتو (لاعب كرة قدم)
هيرويا ماتسوموتو (باليابانية: 松本大弥) هو لاعب كرة قدم ياباني في مركز الوسط، ولد في 10 أغسطس 2000 في طوكيو في اليابان. لعب مع سانفريس هيروشيما.

## وصلات خارجية
- هيرويا ماتسوموتو على موقع رابطة كرة القدم اليابانية للمحترفين (اليابانية)
- هيرويا ماتسوموتو على موقع قاعدة بيانات كرة القدم.إي يو (الإنجليزية)
- هيرويا ماتسوموتو على موقع Soccerway.com (الإنجليزية)
- هيرويا ماتسوموتو على موقع عالم كرة القدم.نت (الإنجليزية)